# Wola Korycka Dolna
Wola Korycka Dolna – wieś sołecka w Polsce położona w województwie mazowieckim, w powiecie garwolińskim, w gminie Trojanów.
Za Królestwa Polskiego istniała gmina Wola Korycka. W latach 1975–1998 miejscowość administracyjnie należała do województwa siedleckiego.
Wierni Kościoła rzymskokatolickiego należą do parafii św. Bartłomieja Apostoła w Korytnicy.